# Китайці у російській революції та громадянській війні в Росії

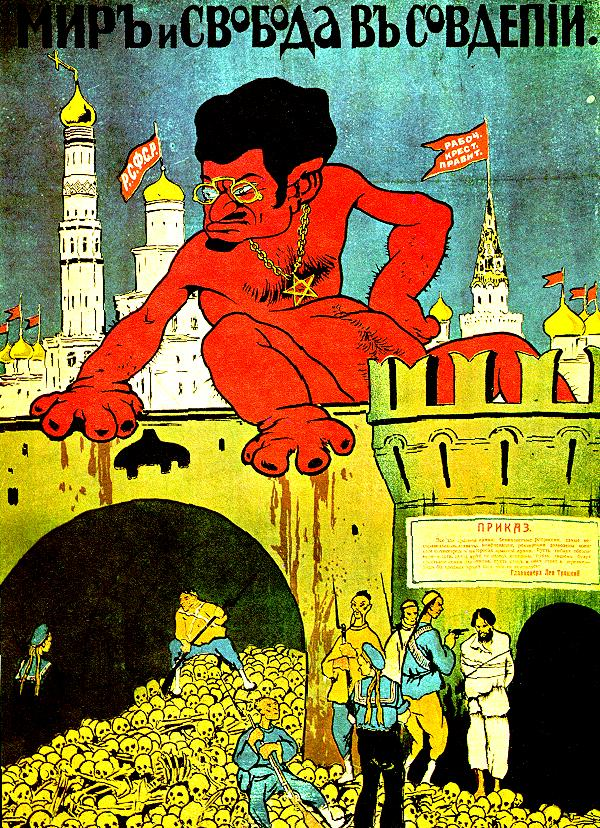
Агітаційний плакат білої армії 1919 року. Китайські солдати в чергах і синьо-золотих уніформах зображені, страчуючи в’язня та розгрібаючи кістки, а демонічний Лев Троцький нависає над ними.

Є ряд повідомлень про участь китайських загонів у російській революції та громадянській війні в Росії. Китайці служили охоронцями більшовицьких функціонерів, служили в ЧК і навіть формували повні полки Червоної Армії. Підраховано, що в Червоній армії були десятки тисяч китайських військ, і вони були одними з небагатьох груп іноземців, які воювали на боці Червоної армії.
Інші відомі приклади іноземців, які служать у Червоній армії, включають корейців на російському Далекому Сході, громадян Чехії та Словаччини, угорських комуністів під керівництвом Бели Куна, червоних латвійських стрільців, а також низку інших національних загонів. До літа 1919 року Червона Армія налічувала понад мільйон чоловік. До листопада 1920 року вона налічувала понад 1,8 млн осіб. Іноземні солдати не становили значної частини Червоної армії, і більшість солдатів Червоної армії, які воювали під час Російської революції та громадянської війни в Росії, були росіянами.

## Передісторія: носії китайської мови в Росії
Велика кількість китайців жила і працювала в Сибіру в кінці Російської імперії . Багато з цих заробітчан були переведені в європейську частину Росії і на Урал під час Першої світової війни через гостру нестачу робочої сили. Наприклад, до 1916 року в Новгородській губернії налічувалося близько 5 тис. китайських робітників. У 1916-1917 роках на будівництві російських укріплень навколо Фінської затоки було зайнято близько 2000 китайських робітників. Значну частину з них становили засуджені грабіжники (хунхузі, "червоні бороди", що транслітеровано російською як "хунхузи", хунхузы), переведені з трудових таборів каторги в Харбіні та інших місцях далекосхідних регіонів Російської імперії. Після російської революції деякі з них залишилися у Фінляндії та брали участь як добровольці у Громадянській війні у Фінляндії на боці союзних комуністів. Після 1917 року багато з цих китайських робітників приєдналися до Червоної Армії. Переважна більшість цих китайців були аполітичними і стали солдатами виключно для того, щоб отримати права робітників у чужій країні.

## Дунгани в повстанні 1916 року
Дунгани воювали разом із киргизькими повстанцями під час нападу на Пржевальськ під час повстання басмачів 1916 року.
Мусульманин - дунганець і командир-комуніст Магаза Масанчі з Дунганського кавалерійського полку воював за Радянський Союз проти басмачів. Брав участь і в інших акціях у Центральній Азії.

## Китайські загони на службі радянської держави

### Китайці в Червоній армії
Китайці в Червону Армію були набрані з заводських робітників, які були залучені в Росію перед війною і стали на бік міського пролетаріату, з яким вони працювали. Окремі китайські загони воювали на боці більшовиків в Україні, в Закавказзі та Сибіру.
Одна оцінка свідчить про те, що в Червоній армії були сотні тисяч китайських солдатів. Тим не менш, Браян Мерфі стверджує, що "кількість китайських військ не становила значної частини Червоної армії". До літа 1919 року Червона Армія налічувала понад мільйон чоловік. До листопада 1920 року вона налічувала понад 1,8 млн осіб.

Китайці були одним із кількох іноземних контингентів, які в радянській історіографії називали "загонами інтернаціоналістів" (отряды интернационалистов). Китайські війська-інтернаціоналісти носили таку ж форму, як і решта Червоної Армії.
Більшовики знаходили особливу цінність у використанні китайських військ, які вважалися працьовитими та ефективними. Крім того, вони рідко могли зрозуміти російську мову, що тримало їх ізольованими від зовнішнього впливу.
Використання більшовиками китайських військ коментували як білі російські, так і неросійські оглядачі.  Насправді більшовиків часто висміювали за їхню опору на китайських і латиських добровольців. Антибільшовицька пропаганда стверджувала, що більшовики не мали підтримки російського народу і тому були змушені вдатися до іноземних найманців, які грубо поводилися з російським населенням.
У 1918 році Дмитро Гавронський, член Російських Установчих зборів, стверджував, що більшовики базують свою владу головним чином на іноземній підтримці. Він стверджував, що "в Москві вони мають у своєму розпорядженні 16 000 добре озброєних латиських солдатів, кілька загонів фінських червоногвардійців і великий батальйон китайських військ". Гавронський додав, що "останні завжди використовуються для розстрілів".
У своїй книзі "Між червоним і білим" Лев Троцький саркастично посилається на звинувачення в тому, що Радянський Союз утримував Петроград і Москву «за допомогою "латвійських, китайських, німецьких і башкирських полків".
Командувач Червоної Армії Іона Якір очолював китайський загін, який охороняв Леніна і Троцького. Пізніше він очолював полк, що складався з китайських робітників-добровольців, який відзначився в боях, коли Червона армія завдала тяжкої поразки (тимчасово) румунським військам у лютому 1918 року під час румунської окупації Бессарабії. 

### Китайці в ЧК і військових гвардійських частинах
Деяким китайським добровольцям, фанатично відданим революції, дозволили вступити в ЧК і різні загони військової охорони. У 1919 році в ЧК було близько 700 китайських військових. ЧК використовувала їх для арештів і розстрілів антирадянських вояків.

## Участь Китаю в інтервенції союзників
Уряд Бейяна на півночі Китаю приєднався до втручання союзників у громадянську війну в Росії. Починаючи з 1918 року вони відправили сили чисельністю 2300 осіб до Сибіру та Північної Росії після того, як китайська громада в цьому регіоні попросила допомоги. Багато з цих солдатів згодом перейшли до Червоної Армії.

## Знатні особи
Рен Фучен (任辅臣) (1884–1918) з Телінґа був першим більшовиком у Північному Ляоніні та командиром китайського полку радянської Червоної армії. Його вшановують як героя революції в Китайській Народній Республіці.

## В літературі
Є новела 1923 року "Китайська повість" Михайла Булгакова про китайського найманця в Червоній армії. 
Комікс Ерже "Tintin au pays des soviets" 1929 року містить сцену, де Тінтіна поміщають у камеру для катувань китайськими професіоналами ЧК/НКВД.
Історичний роман естонського письменника Альберта Ківікаса "Імена в мармурі" 1936 року описує долю деяких полонених китайських солдатів, чиї загони входили до складу російської армії, яка перебувала в руках естонських патріотів під час Війни за незалежність Естонії.

## Див. так.
- Інтернаціональні бригади - загони іноземців, які воювали на стороні республіканців під час громадянської війни в Іспанії